# Tubifex
Tubifex (lateinisch von tubus „Röhre“ und -fex „-macher“), deutsch Schlammröhrenwurm oder Bachröhrenwurm, ist eine Gattung der Ringelwürmer, die zur Familie der Naididae gehört. Die Tiere sind Aquarianern auch unter dem Namen Tubifex tubifex bekannt, doch gehören nicht alle so bezeichneten Würmer immer zu dieser Art, sondern häufig auch zu einer der übrigen unten aufgeführten Arten.

## Merkmale
Die Gattung Tubifex beinhaltet mehrere unterschiedliche Arten. Sie erreichen Körperlängen von 15 bis 85 Millimeter. Sie zeichnen sich in der Regel durch ihre grüne Farbe sowie ihre Wohnröhren aus. Wie andere Naididae besitzen sie dorsal lange Haarborsten, die in Bündeln stehen. Die Haut ist glatt; am 11. Segment befindet sich ein paariger Penis. Die sehr ähnlichen Arten der Gattungen Ilyodrilus und Rhyacodrilus leben ebenfalls im Schlamm; sie bilden aber keine Schlammröhren.
Der an Meeresküsten lebende Tubifex costatus unterscheidet sich hinsichtlich der Borsten von Süßwasserarten; er besitzt keine Haarborsten.

## Biologie

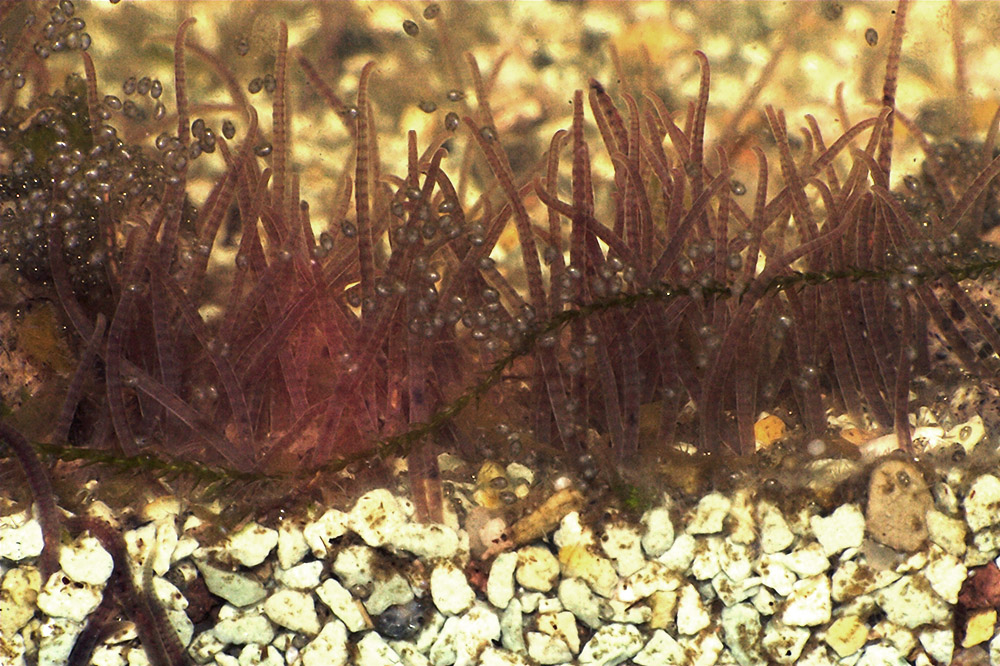
Tubifex in ihren Röhren, im Boden „verankert“

Die Arten der Gattung Tubifex leben in aus Schleim und Sediment selbst gemachten und mehr oder weniger senkrechten Röhren im Weichsediment fließender oder stehender Gewässer. Sie können bei hohem organischem Gehalt im Sediment massenhaft auftreten; in unbelasteten Gewässern treten sie eher nur vereinzelt auf. Aus der Sedimentoberfläche schaut typischerweise nur das Hinterende der Würmer heraus, das undulierende Bewegungen zeigt. Bei Störung können sich die Würmer rasch in ihre Röhre zurückziehen.
Sie besitzen den roten Blutfarbstoff Hämoglobin. Dadurch ist gewährleistet, dass auch bei Sauerstoffarmut selbiger ins Blut übertreten kann. Die ständige Bewegung sorgt zudem für eine Versorgung mit Frischwasser und damit frischem Sauerstoff an der Körperoberfläche der Tiere. Die Atmung selbst erfolgt über den Darm (Darmatmung), wobei der Enddarm zum Aufsaugen des Wassers weit ausgedehnt wird und das Wasser bis in den Mitteldarm gelangt. Ohne Sauerstoff, also unter anoxischen Bedingungen, können die Tiere mehrere Wochen überleben.

## Systematik
Die bekannteste und bis 1886 einzige wissenschaftlich beschriebene Art ist der Gemeine Schlammröhrenwurm Tubifex tubifex. Inzwischen kennt man zahlreiche weitere Arten, allein in Europa kommen die folgenden Arten vor:
- Tubifex ignotus, Stolc, 1886
- Tubifex kryptus, Bülow, 1957
- Tubifex montanus, Kowalewski, 1919
- Tubifex nerthus, Michaelsen, 1908
- Tubifex newaensis, Michaelsen, 1903
- Tubifex pescei, Dumnicka, 1981
- Tubifex pomoricus, Timm, 1978
- Tubifex smirnowi, Lastockin, 1927
- Tubifex tubifex, Müller, 1774, bis ungefähr 9 cm Länge, die in Mitteleuropa häufigste Art.

## Verwendung in der Aquaristik
Tubifex tubifex sowie die verwandten Arten werden von Aquarianern als lebendes Fischfutter genutzt und sind im Zoofachhandel als Frischware sowie in tiefgefrorener oder gefriergetrockneter Form erhältlich.

## Belege
1. 1 2  Paul Brohmer, Matthias Schaefer: Fauna von Deutschland. Ein Bestimmungsbuch unserer heimischen Tierwelt. 19., überarbeitete Auflage. Quelle und Meyer, Heidelberg u. a. 1994, ISBN 3-494-01225-3, S. 522.
2. 1 2  Gerhard Hartwich: Familie Tubificidae - Schlammröhrenwürmer. Urania Tierreich, Band Wirbellose Tiere 2, Urania Verlag Berlin 2000; S. 75 f. ISBN 3-332-01174-X.